# Waves (Dean Lewis)
Waves è un singolo del cantautore australiano Dean Lewis, pubblicato il 30 settembre 2016 come primo estratto dall'unico EP Same Kind of Different.
In un'intervista con Stack Magazine nel Maggio 2017, Lewis ha spiegato: "Molte persone pensano che la canzone tratti di una relazione, è più di questo. Riguarda ogni anno che passa e il fatto che la vita sembri meno emozionante. Ero a Londra un anno fa e stavano capitando parecchie cose legate alla musica e ho pensato "Perché non mi sto emozionando? Questa è una cosa fantastica!" Poi mi sono ricordato di quando avevo 15 anni e bastava andare a una festa in casa per essere felice o andare al cinema. Dov'è andata quella voglia di vivere?"
La versione acustica è stata rilasciata il 3 Febbraio 2017.
Il 26 Luglio 2019 è stata rilasciata la versione remix realizzata da Timbaland: “Sono stato un grande fan di Dean fino ad oggi e ho sempre suonato la sua musica. Quando l’opportunità di collaborare è arrivata, è stata una scelta facilissima. Avete sentito i testi di questo ragazzo? Porta la scrittura ad un nuovo livello – lui è il futuro!”
Il brano è apparso in quattro episodi della prima stagione di Riverdale, nel decimo episodio della settima stagione di Suits e nell'episodio 12 della seconda stagione di Shadowhunters: The Mortal Instruments e nella season première della seconda stagione di All American.
Agli ARIA Music Awards del 2017, la canzone è stata nominata per cinque awards, tra cui Best Pop Release, Breakthrough Artist e Song of the Year.
Agli APRA Music Awards del 2018, la canzone è stata nominata per due awards: Pop Work of the Year e Most Played Australian Work.

## Video musicale
Il videoclip, diretto da Mick Jones, è stato pubblicato il 20 ottobre 2016 sul canale Vevo-YouTube del cantante.

## Versione degli Sheppard
Il 1º dicembre 2017 è stata fatta una cover del brano dal gruppo musicale australiano Sheppard, pubblicata come unico singolo estratto dal secondo EP Undercover.

## Classifiche

### Classifiche settimanali
| Classifica (2016–2020)                          | Picco |
| ----------------------------------------------- | ----- |
| Australia (ARIA)                                | 12    |
| Artisti Australiani (ARIA)                      | 1     |
| Belgio (Ultratip Fiandre)                       | 2     |
| Belgio (Ultratop 50 Vallonia)                   | 38    |
| Irlanda (IRMA)                                  | 97    |
| Repubblica Ceca (Rádio Top 100) TImbaland remix | 8     |
| Scozia (Official Charts Company)                | 75    |
| US Adult Top 40 (Billboard)                     | 21    |